# Cocalero
Als Cocalero im weiteren Sinne werden diejenigen Pflanzer bezeichnet, die den Cocastrauch in den südamerikanischen Tiefländern anbauen.
Die Cocalero-Bewegung in engerem Sinne ist in den Chapare- und Yungas-Provinzen in Bolivien angesiedelt.
Der Cocastrauch wird in Bolivien seit Jahrtausenden angebaut und Cocablätter als traditionelles Produkt konsumiert. Das Kauen von Cocablättern und damit der Konsum von Rauschmitteln, hat es den Menschen im Hochland von Bolivien, dem Altiplano, zur Zeit des Kolonialismus und bis in die Gegenwart erst ermöglicht, das entbehrungsreiche Leben und die Strapazen der Arbeit in den Zinn- und Silberminen in 4000 m Höhe auszuhalten. Anbau und Ernte von Cocasträuchern sind in Bolivien also fester Bestandteil der Landeskultur und der Landesidentität.
Die bolivianischen Militärregierungen der 1980er Jahre waren verstärkt dem außenpolitischen Druck der USA ausgesetzt, die Produktion der Droge Kokain bei den Kleinproduzenten in ihrem Land einzudämmen und den Anbau von Cocasträuchern zu stoppen. Da jedoch sowohl die Cocaleros im Tiefland als auch die Konsumenten von Cocablättern und Cocatee im Hochland auf den Anbau der Cocapflanzen angewiesen sind, hat die Cocalero-Bewegung in Bolivien in den 1990ern rasch an Einfluss gewonnen.
Bedeutendster Vertreter der bolivianischen Cocaleros ist Evo Morales, einer der Anführer der Cocalero-Bewegung nach der Jahrtausendwende, Parteivorsitzender der MAS und Staatspräsident Boliviens von 2006 bis 2019.